# Smia
Smia (franska: Smia (Commune Rurale), arabiska: بني سميح) är en kommun i Marocko.   Den ligger i provinsen Taza och regionen Fès-Meknès, i den nordöstra delen av landet, 230 km öster om huvudstaden Rabat. Antalet invånare är 8 099.